# 日產S-Cargo
日產S-Cargo（日语： Nissan Esukarugo）是一部由日本日產汽車公司設計製造的三門輕型商用廂型車，乃使用日產March第一代K10型之底盤衍生而出。
關於車名的由來，乃是結合法文的「escargot（蝸牛）」與英文的「cargo（貨物）」而成的新字，進而表達其車身造型。

## 概要
1987年從日產March第一代K10型衍生出來的Be-1在日本市場獲得好評，因此日產汽車不僅在1989年推出強調懷舊復古的個性車款Pao，更推出商用貨車S-Cargo。後者在短短一年內製造1萬2千餘輛，並且銷售一空，堪稱該公司在泡沫經濟時代的代表作。
該車款區分成廂型車和帆布車頂兩種型式，其外型設計和法國雪鐵龍汽車於1954年推出的雪鐵龍2CV有異曲同工之妙（請看下方第一張圖片）。因車門面積過小，無法容納特殊造型的玻璃窗，所以玻璃窗採用雙層設計。此舉雖然克服了結構性問題，也具備晴雨窗的效果，但缺點是玻璃窗無法全部開啟。內裝方面，單環儀表、雙輻式方向盤、排檔桿頭、座椅表面都以象牙白色處理，同時也有黑色內裝可供選購；座椅則分成雙人座或四人座。
動力來源乃一具1,487c.c.直列四缸SOHC電子控制單化油器E15S型引擎，壓縮比為9.0：1，可榨出最大馬力73hp / 5,600rpm、扭力峰值11.8kg·m / 3,200rpm，而變速箱系統僅有三速自排的選項。不過因為總重量只有950kg - 970kg、最小迴轉半徑4.7公尺，加上前麥花臣支柱式、後拖曳臂的懸吊設計，在都會區中駕駛起來相當靈活，保養維修也非常節省簡單，十分受到自營商的喜愛。但是，該款車曾在2009年10月被美國《彭博商業周刊》（Bloomberg Businessweek）評選為「過去50年50輛最醜的車」之一。

## 獲獎紀錄
1. 1989年：獲得通商産業省選定好設計獎[2]。

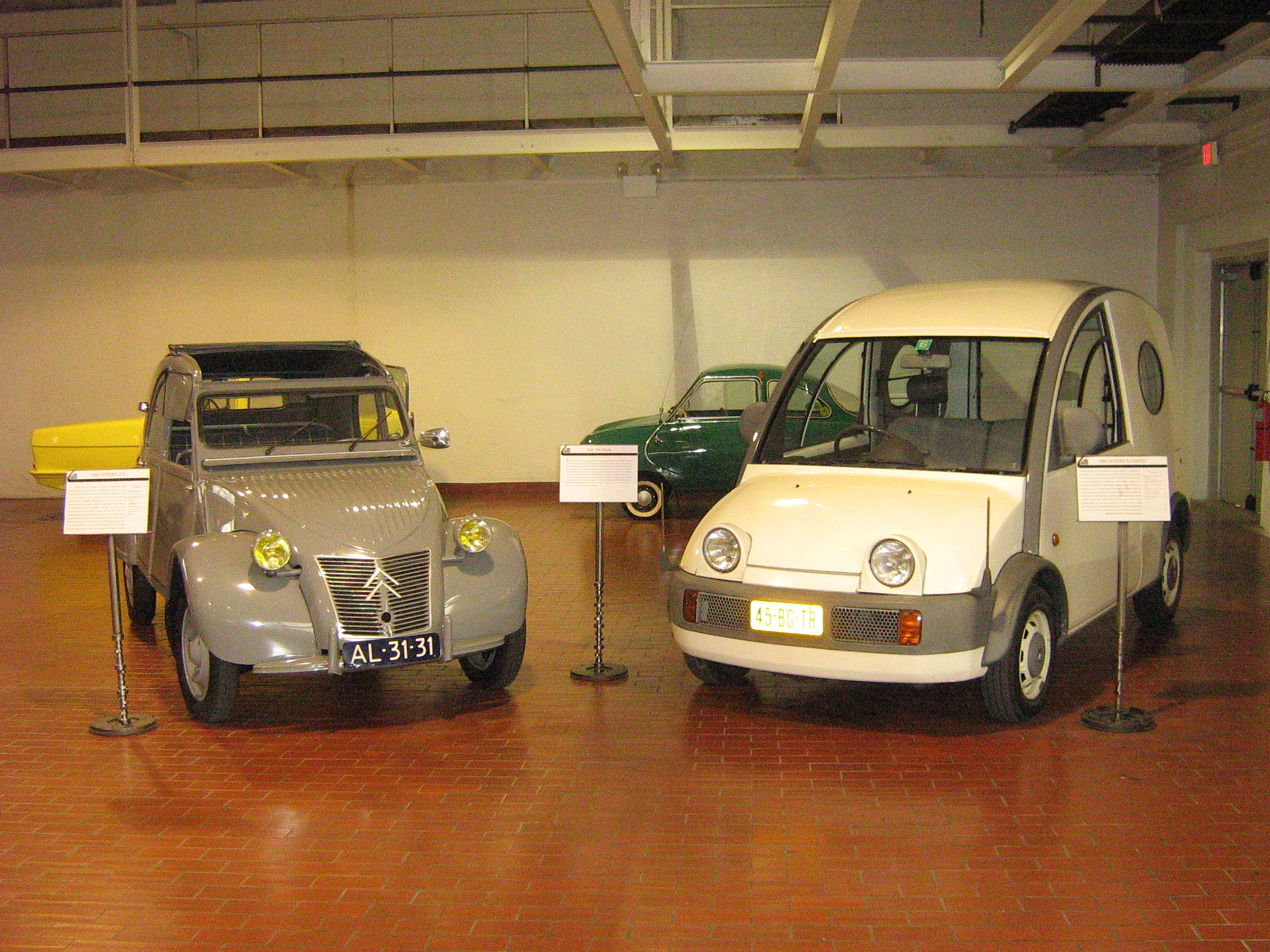
雪鐵龍2CV及日產S-Cargo之比較
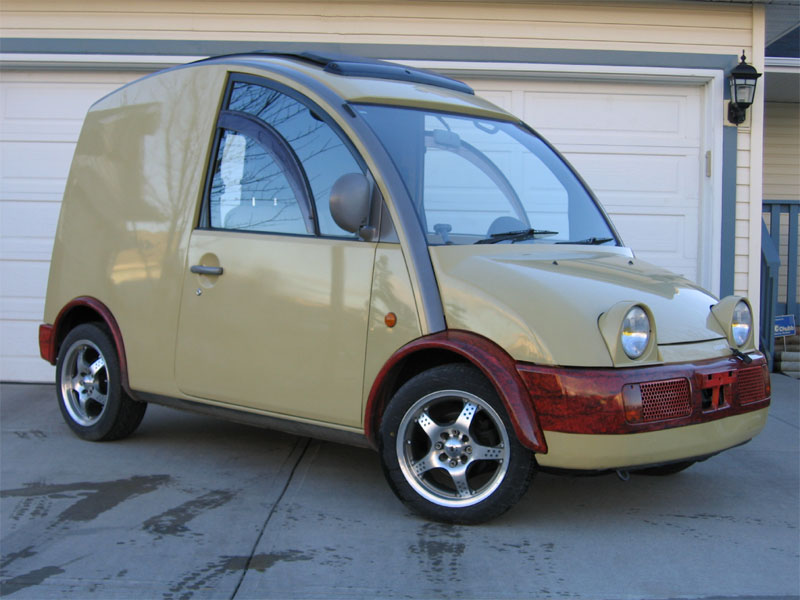
車側
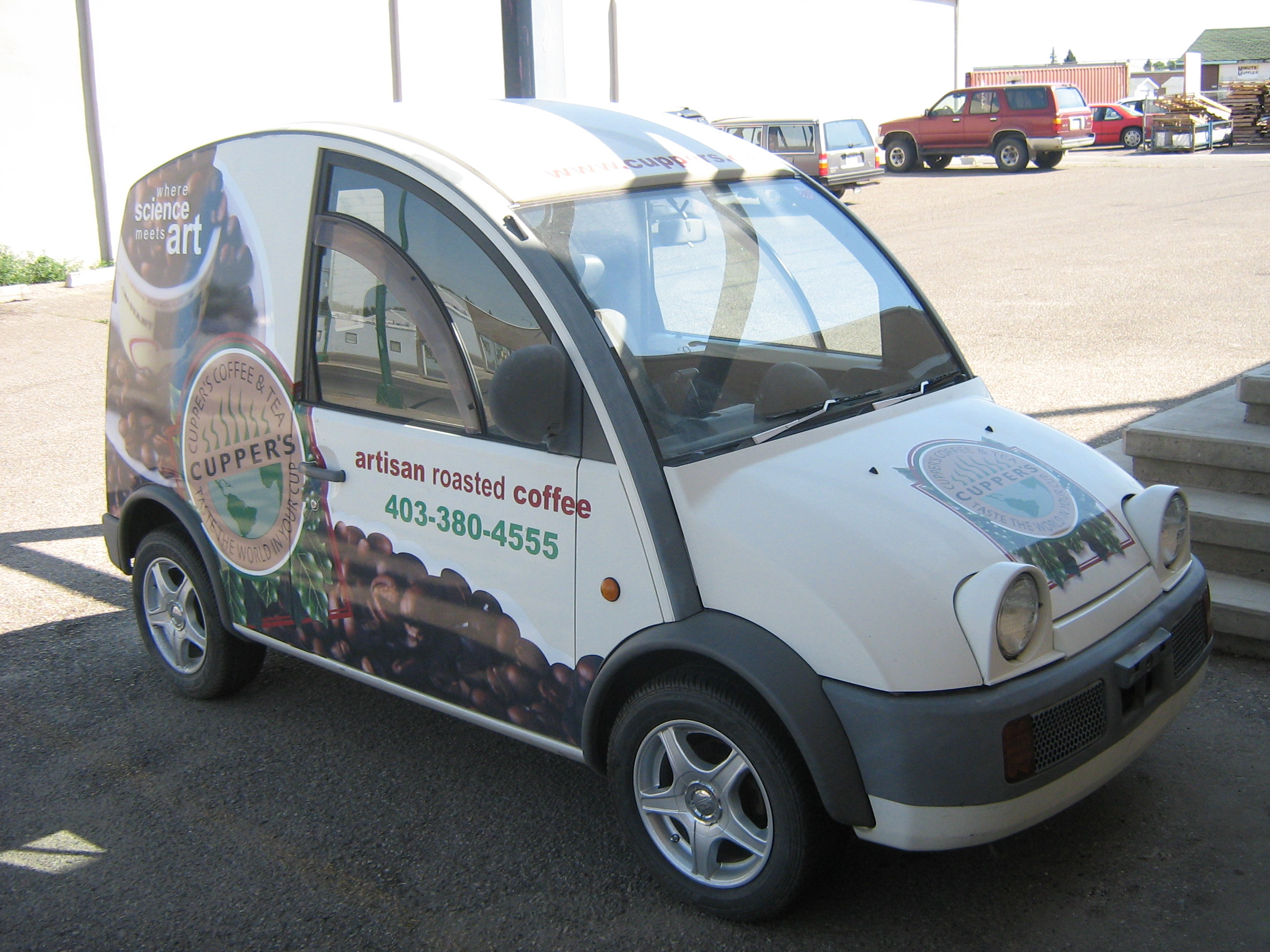
車側
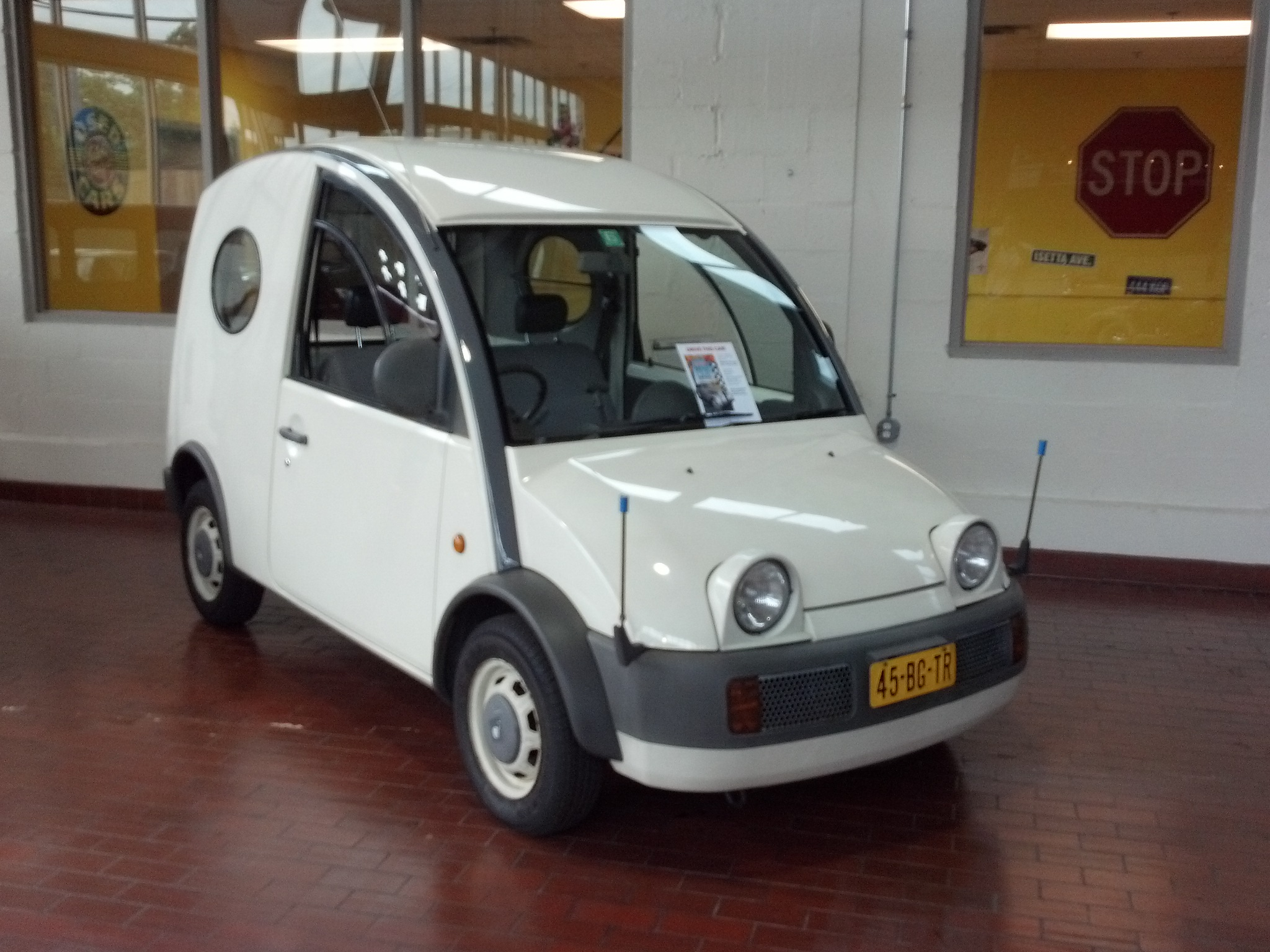
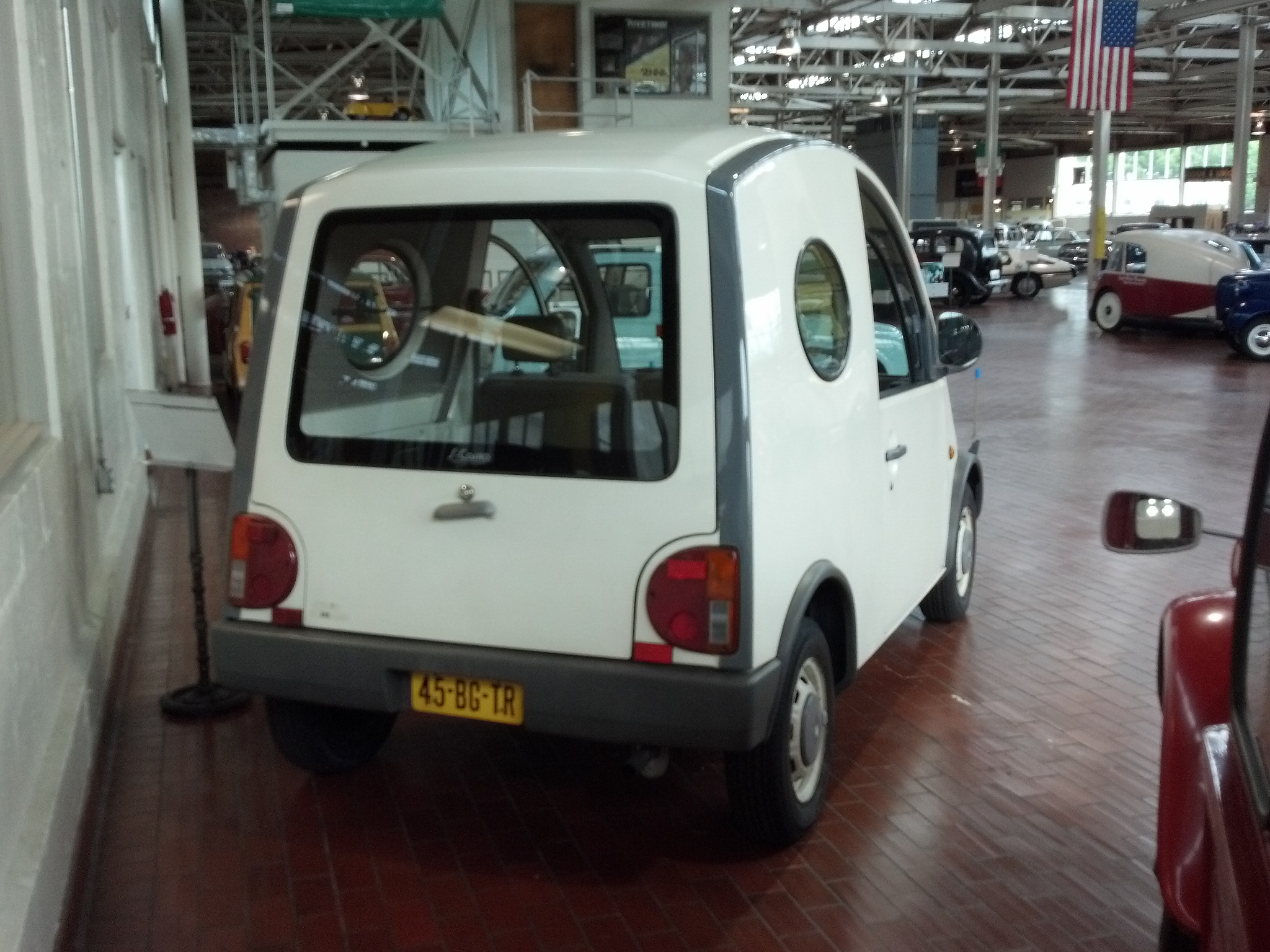

## 內部連結
- 日產Be-1
- 日產March
- 日產Pao
- 日產費加羅

## 外部連結
- AutoNet: 日本名車系列（235）- NISSAN S-Cargo （页面存档备份，存于）